# Archichlora sangoana
Archichlora sangoana là một loài bướm đêm trong họ Geometridae.